# Libri Carolini
O Libri Carolini ("livros de Carlos"), mais corretamente Opus Caroli regis contra synodum ("A obra do rei Carlos contra o Sínodo"), é uma obra em quatro livros composta sob o comando de Carlos Magno em meados da década de 790 para refutar as conclusões do Segundo Concílio de Niceia (787), particularmente no que diz respeito à questão das imagens sacras. São "a declaração mais completa da atitude ocidental em relação à arte representacional que nos foi deixada pela Idade Média".